# Campaea perlaria
Campaea perlaria là một loài bướm đêm trong họ Geometridae.